# Погори
Погори — деревня в Спасском районе Рязанской области. Входит в Выжелесское сельское поселение

## География
Находится в центральной части Рязанской области на расстоянии приблизительно 24 км на восток по прямой от районного центра города Спасск-Рязанский.

## История
Отмечалась еще на карте 1797 года. На карте 1850 года показано как поселение с 71 двором. В 1859 году здесь (тогда деревня Спасского уезда Рязанской губернии) было учтено 77 дворов, в 1897—114.

## Население
Численность населения: 709 человек (1859 год), 989 (1897), 69 в 2002 году (русские 90 %), 43 в 2010.